# Meet the Feebles
Meet the Feebles je animovaná černá morbidní groteska, kterou natočil Peter Jackson v roce 1989. Film paroduje seriál o Mupetech od Jima Hensona. Ve filmu, obsahujícím desítky odkazů na filmy nejrůznějších žánrů, je rozebrána temná strana života plyšových herců loutkového představení - sex, drogy, násilí, frustrace a nejrůznější perverze.